# Heuvelland (commune)
Pour les articles homonymes, voir Heuvelland.
Heuvelland est une commune néerlandophone de Belgique située en Région flamande dans la province de Flandre-Occidentale, constituée par les anciennes communes de La Clytte (De Klijte), Dranoutre (Dranouter), Kemmel, Locre (Loker), Neuve-Église (Nieuwkerke), Westoutre (Westouter), Wytschaete (Wijtschate) et Wulverghem (Wulvergem).
Elle se situe à proximité de Bailleul et d'Armentières. Certains des monts des Flandres sont sur son territoire.

## Géographie
La commune du Heuvelland est située dans un territoire accidenté appelé les Monts des Flandres. Le point culminant de la commune est le Mont Kemmel (154 m). Suivent le Mont Vidaigne (136 m), le Mont rouge (129 m), le Mont-Aigu (Scherpenberg) (125 m) et un mont moins élevé sur lequel se trouve Wytschaete (Mont de Wytschaete). Sur la frontière avec la France se trouve également le Mont Noir. Ces monts forment un paysage de collines plus large avec le Houtland du Westhoek français. Ils sont connus pour le tourisme cycliste qu'ils suscitent, et les courses qui y passent.
À l'origine ce territoire était boisé. Des siècles de culture mais également les durs combats de la Première Guerre mondiale ont profondément changé le paysage, de sorte qu'aujourd'hui seuls les sommets des monts sont boisés, principalement de chênes, de hêtres et de châtaigniers. Une politique de reboisement est menée depuis plusieurs années, par laquelle les bois subsistants sont étendus et éventuellement clôturés.
Le Domaine provincial du Mont Kemmel est libre d'accès grâce à ses chemins de promenade. Certaines parties du bois sont néanmoins fermées au public afin d'en assurer la croissance. La Communauté flamande gère le bois Hellegat sur le Mont rouge. Ce bois est un bois ancien typique, qui, par la présence d'un sol marécageux parcouru par de petits ruisseaux, n'a pas été défriché. En début d'année, les jacinthes des bois couvrent les flancs des monts de pourpre.

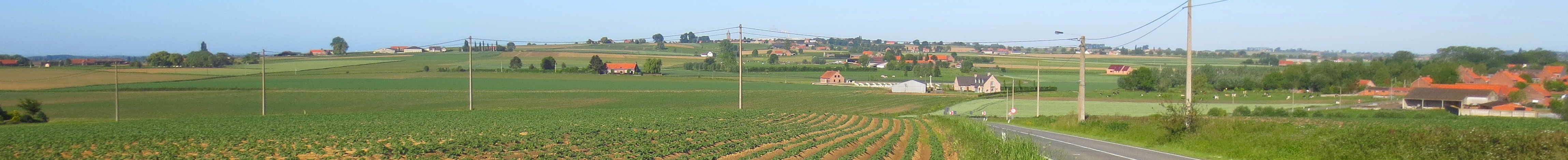
Heuvelland

### Sections de la commune
La commune de Heuvelland est composée de huit villages ruraux. Les sections de Dranouter, Kemmel, Loker, Nieuwkerke, Westouter, Wijtschate et Wulvergem étaient autrefois des communes à part entière. La Clytte n'était pas une commune avant la fusion de communes, mais faisait partie de Reningelst.
Kemmel, Wijtschate, Nieuwkerke et Westouter sont les plus grandes sections, avec chacune plus de 1 000 habitants. L'hôtel de ville et l'administration communale se trouvent à Kemmel, de même que le poste de police et le bureau de poste. Les quatre autres sections sont des villages de moindre importance.
D'autres groupements d'habitation sont présents dans la commune. Ainsi trouve-t-on sur les flancs du Mont rouge et du Mont Noir des quartiers résidentiels mêlés à des établissements d'horeca et de commerce. Le centre de la commune de Messines s'étend également légèrement sur la commune du Heuvelland.
| # | Section           | Superf. (km2) | Habitants (2020) | Habitants par km2 | Code INS |
| - | ----------------- | ------------- | ---------------- | ----------------- | -------- |
| 1 | Kemmel (I)        | 13,05         | 1 128            | 86                | 33039A   |
| 2 | Wytschaete (II)   | 26,37         | 2 005            | 76                | 33039B   |
| 3 | Wulverghem (III)  | 3,51          | 261              | 74                | 33039C   |
| 4 | Neuve-Église (IV) | 17,48         | 1 483            | 85                | 33039D   |
| 5 | Dranoutre (V)     | 10,83         | 669              | 62                | 33039E   |
| 6 | Locre (VI)        | 6,83          | 557              | 82                | 33039F   |
| 7 | Westoutre (VII)   | 11,80         | 1 300            | 110               | 33039G   |
| 8 | La Clytte (VIII)  | 4,92          | 521              | 106               | 33039H   |

### Communes limitrophes
- a. Poperinge (ville de Poperinge)

Heuvelland, sections et communes voisines. Les zones en jaune représentent les agglomérations.

- b. Reningelst  (ville de Poperinge)
- c. Dikkebus (ville d'Ypres)
- d. Vlamertinge (ville d'Ypres)
- e. Voormezele (ville d'Ypres)
- f. Hollebeke (ville d'Ypres)
- g. Houthem (ville de Comines-Warneton)
- h. Bas-Warneton (ville de Comines-Warneton)
- i. Warneton (ville de Comines-Warneton)
- j. Messines (ville de Messines)
- k. Ploegsteert (ville de Comines-Warneton)
- l. Nieppe (France)
- m. Bailleul (France)
- n. Saint-Jans-Cappel (France)
- o. Boeschepe (France)

## Héraldique
|  | La commune possède des armoiries qui lui ont été octroyées le 10 décembre 1986. La barre rouge est empruntée aux armoiries de la région de Warneton à laquelle toute l'actuelle commune appartenait à la fin du XVIIIe siècle, à l'exception de Locre. Au XIIe siècle, la région était la possession de la famille Péronne, seigneurs de Termonde. Pour distinguer les armoiries de Heuvelland de celles de Termonde, un écusson avec les armoiries de Horne a été ajouté. Les comtes de Horne possédaient Horne de 1400 à 1783. Blasonnement : D'argent à la fasce de gueules, sur le tout d'or à trois cors de chasse de gueules virolés d'argent. Source du blasonnement : Heraldy of the World. |

## Démographie

### Évolution démographique
Le graphique suivant reprend sa population résidente au 1er janvier de chaque année
- Source : DGS - Remarque: 1831 jusqu'à 1981=recensement; depuis 1990=nombre d'habitants chaque 1er janvier[3]

## Transport
Aucun grand axe de transport ne traverse la commune, mais des routes locales reliant entre eux les villages ruraux. Le territoire est principalement ouvert par des routes venant de et menant à Ypres, comme la N375 (Ypres-Bailleul) et la N336 (Ypres-Armentières).
En revanche, l'autoroute A19 à Ypres, et la route régionale N38 entre Poperinge et Ypres forment d'importants axes autour du Heuvelland, de même que l'autoroute française A25 longeant la frontière.
Les gares les plus proches de la commune sont celles de Poperinge et Ypres. Des lignes de bus assurent la liaison avec ces deux villes.

## Personnalités liées à la commune
- Petrus Plancius (1552-1622), astronome et cartographe
- Lucien Storme (1916-1945), cycliste et vainqueur de Paris-Roubaix
- Annelien Coorevits, Miss Belgique 2007
- Geike Arnaert, chanteuse, ex-membre du groupe Hooverphonic

## Lieux et monuments
- L'église de Dranouter.
- L'église Sint-Petruskerk Loker.
- L'église d'Heuvelland.
- L'église de Dranouter.
- Le château De Warande.
- L'Office du tourisme.
- Plusieurs cimetières militaires de la Première Guerre Mondiale : Godezonne Farm, Klein Vierstraat, Kemmel Numero 1 French, Lone Tree, R.E. Farm, Spanbroekmolen, Suffolk

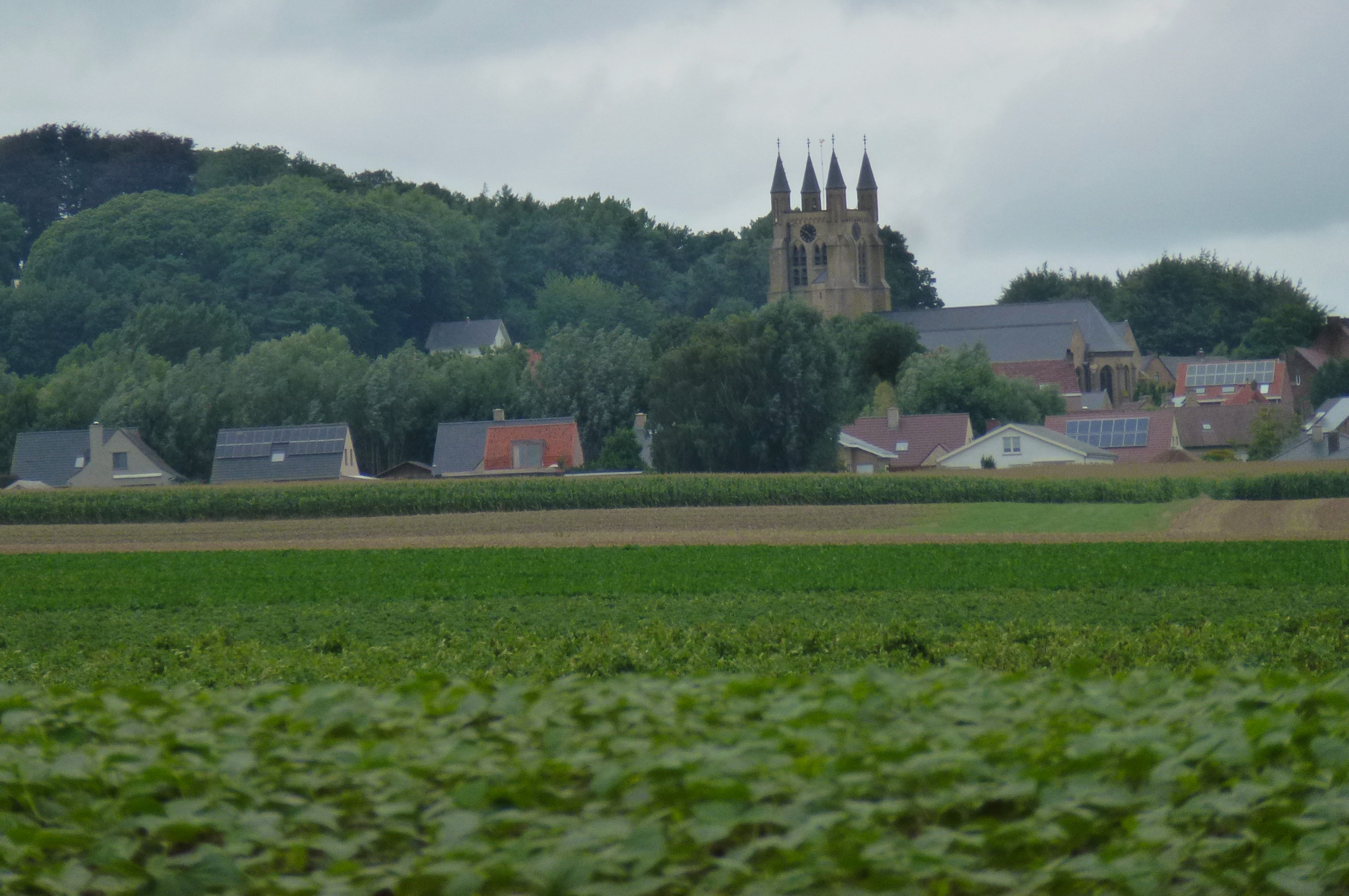
Le village et l'église de Loker.
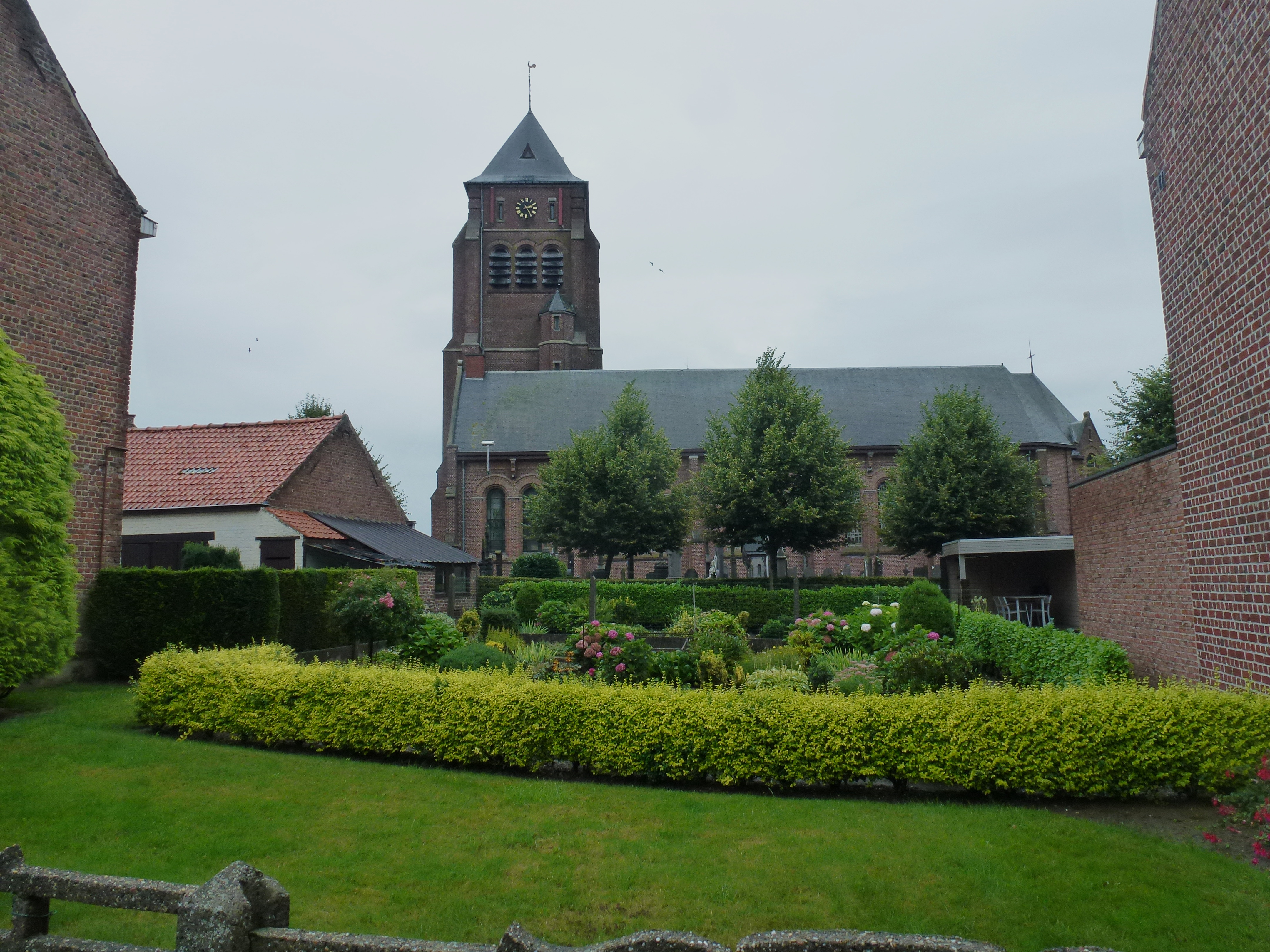
L'église de Kemmel.
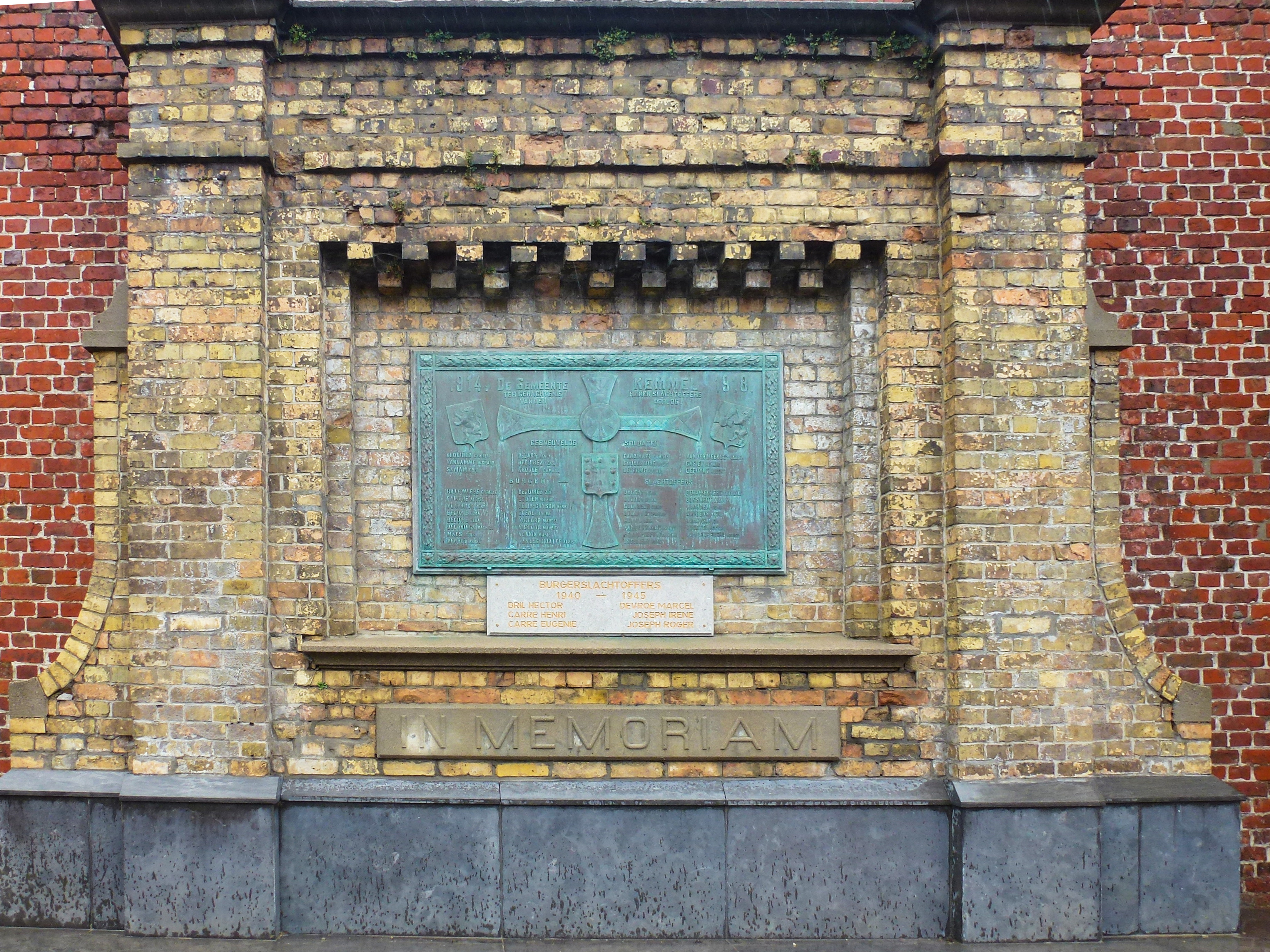
Le monument aux morts de Kemmel.
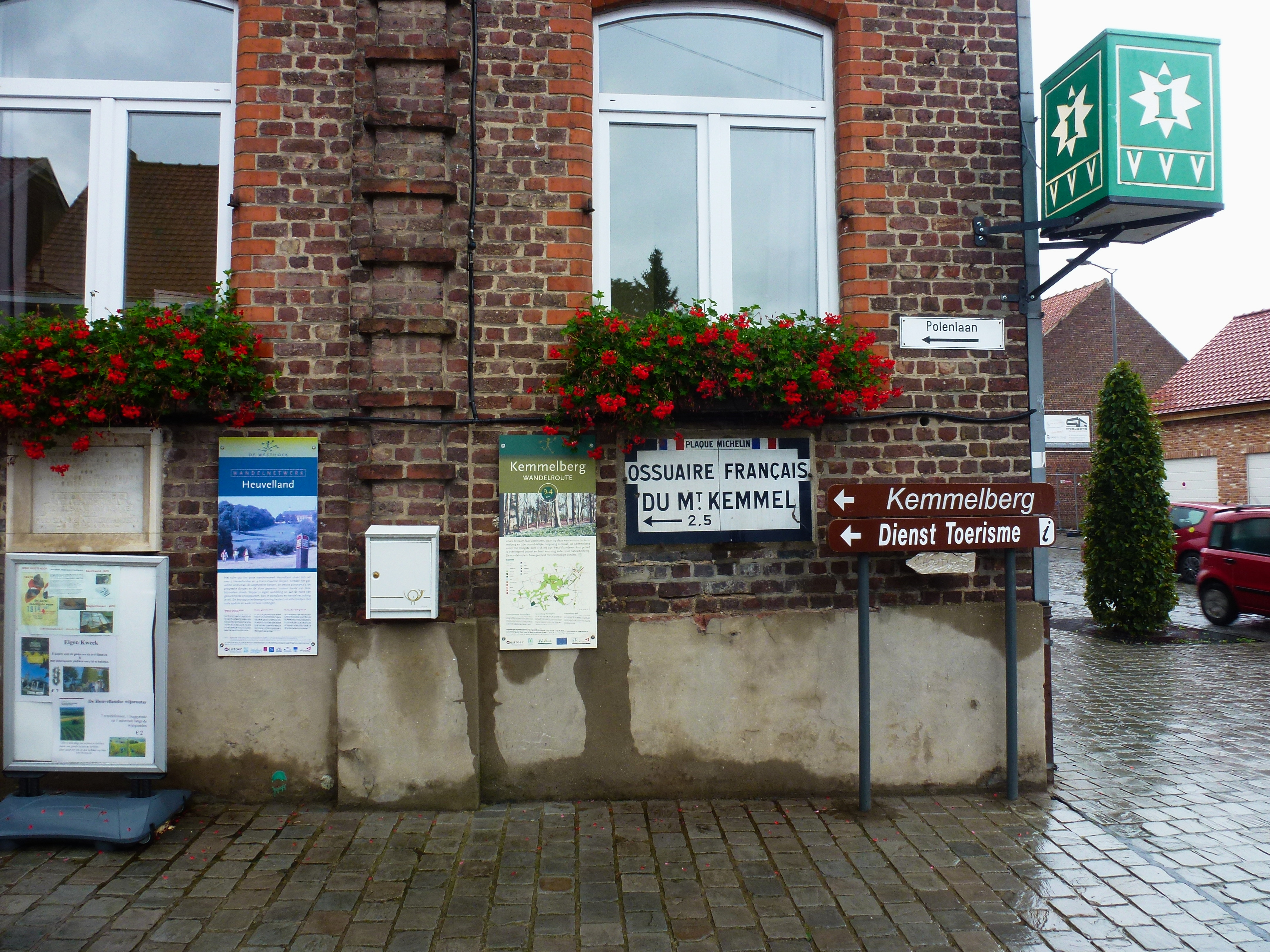
Borne Michelin à l'office du tourisme d'Heuvelland à Kemmel.
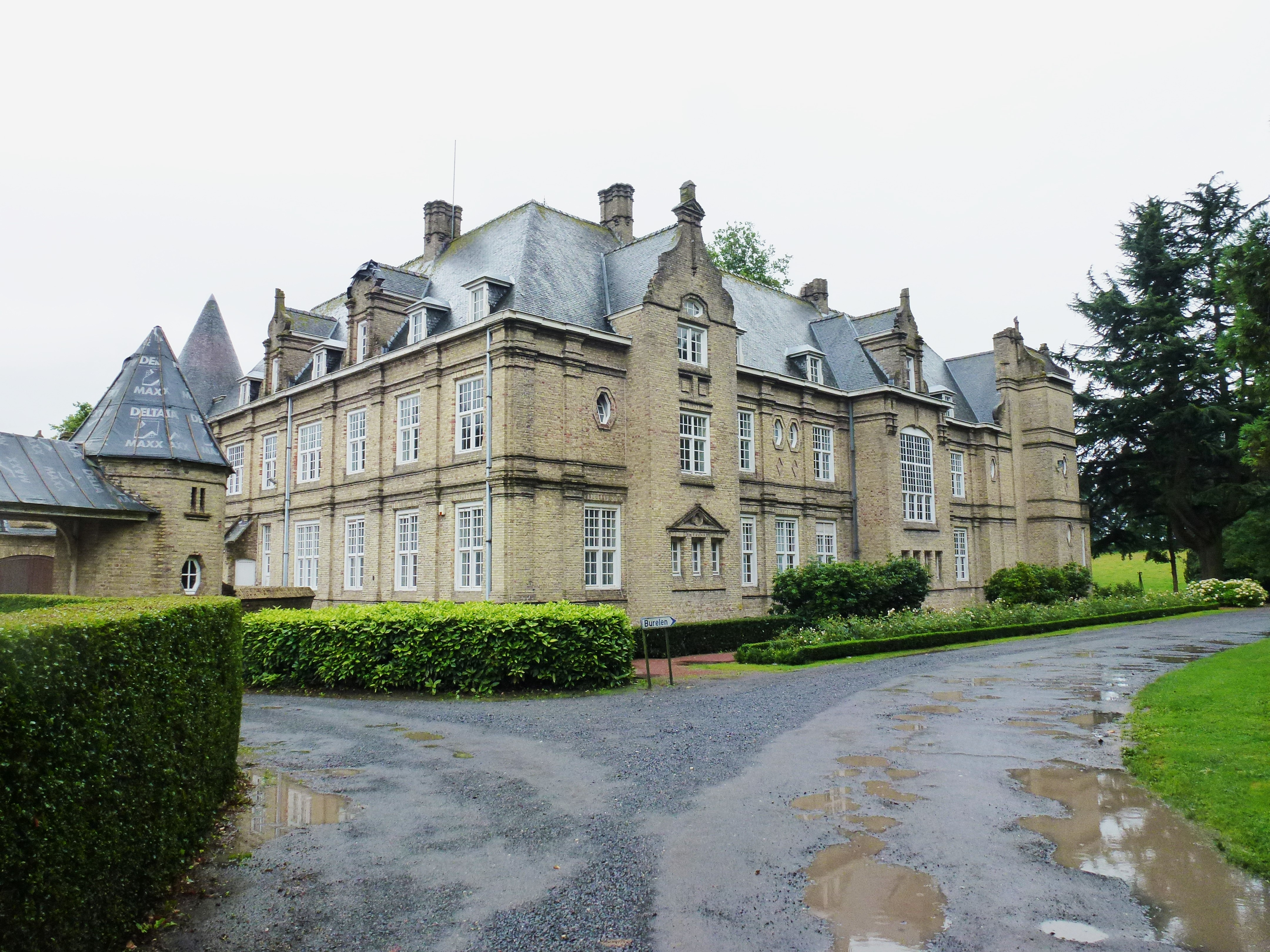
Le château De Warande à Kemmel.
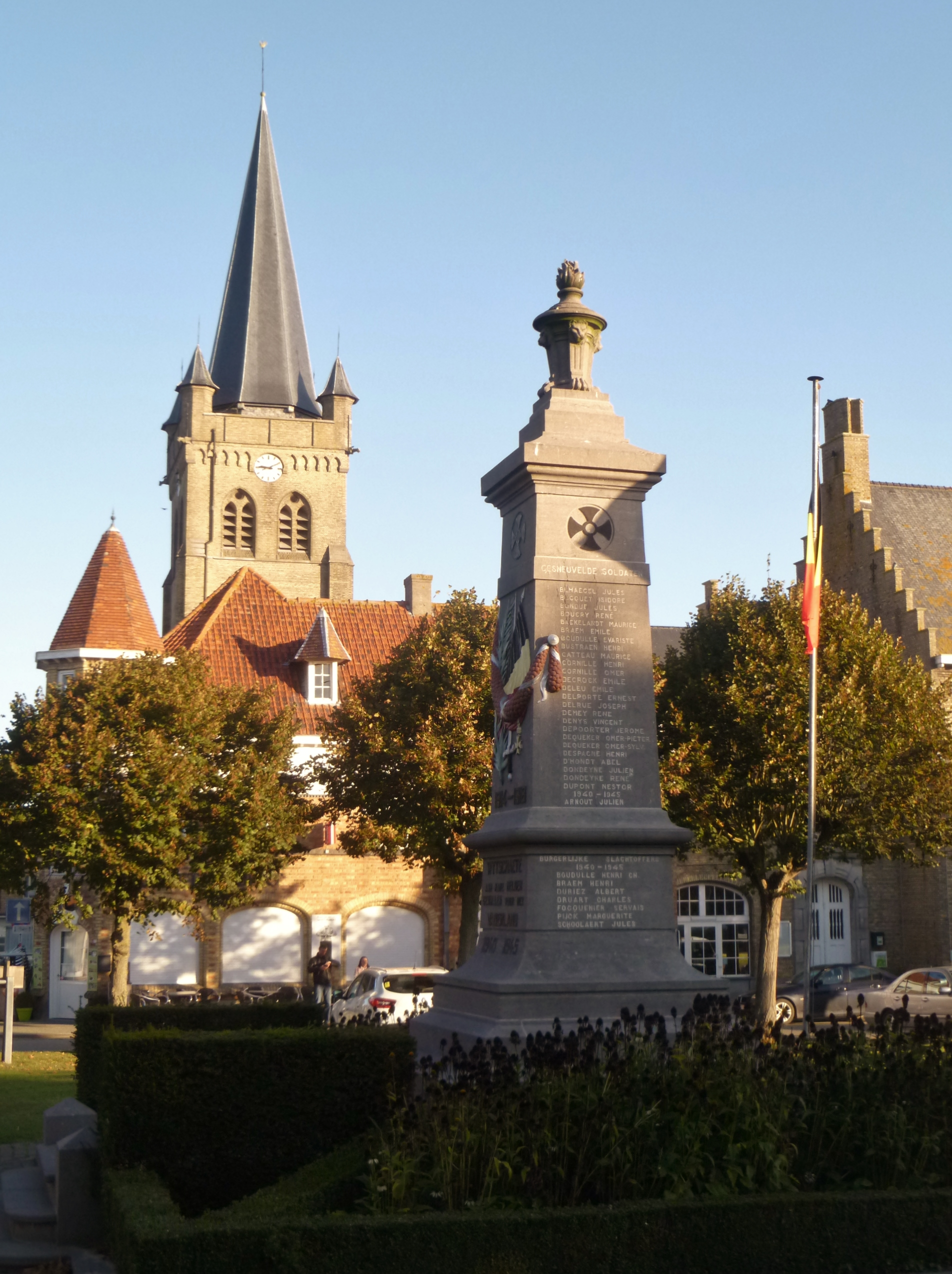
L'église et le monument aux morts à Wijtschate.
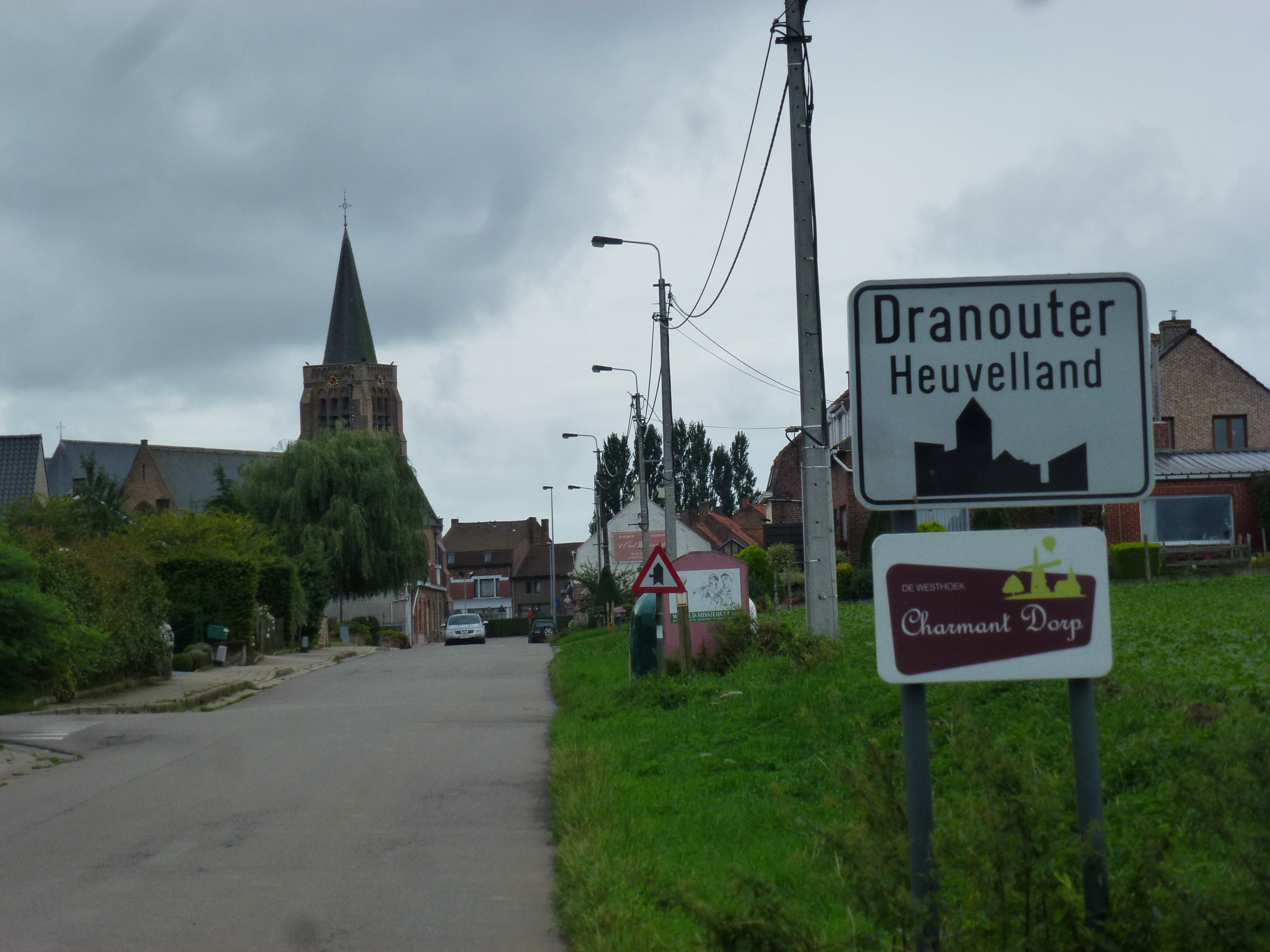
Entrée de Dranouter.
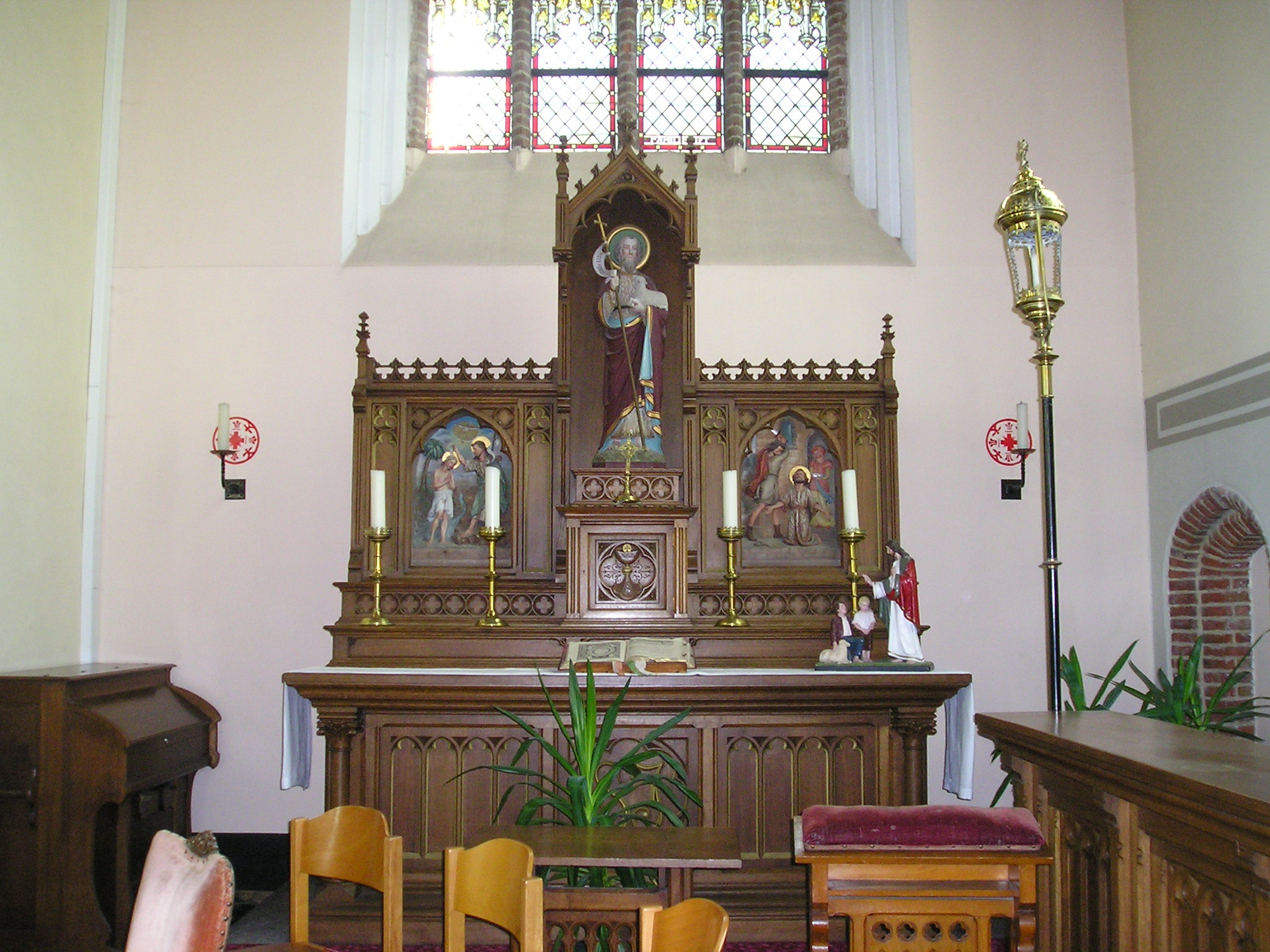
L'église de Dranouter (le chœur).
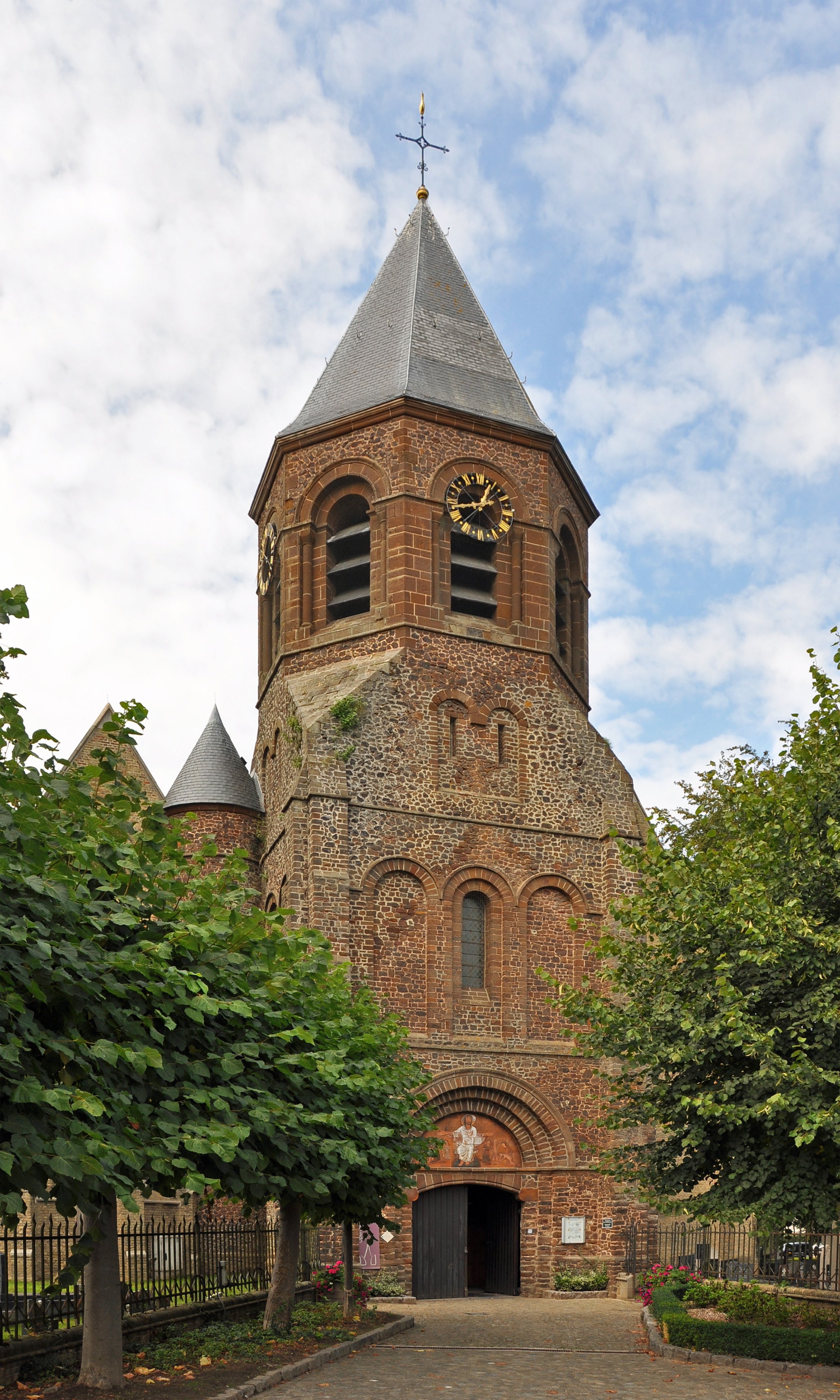
L'église de Westouter.
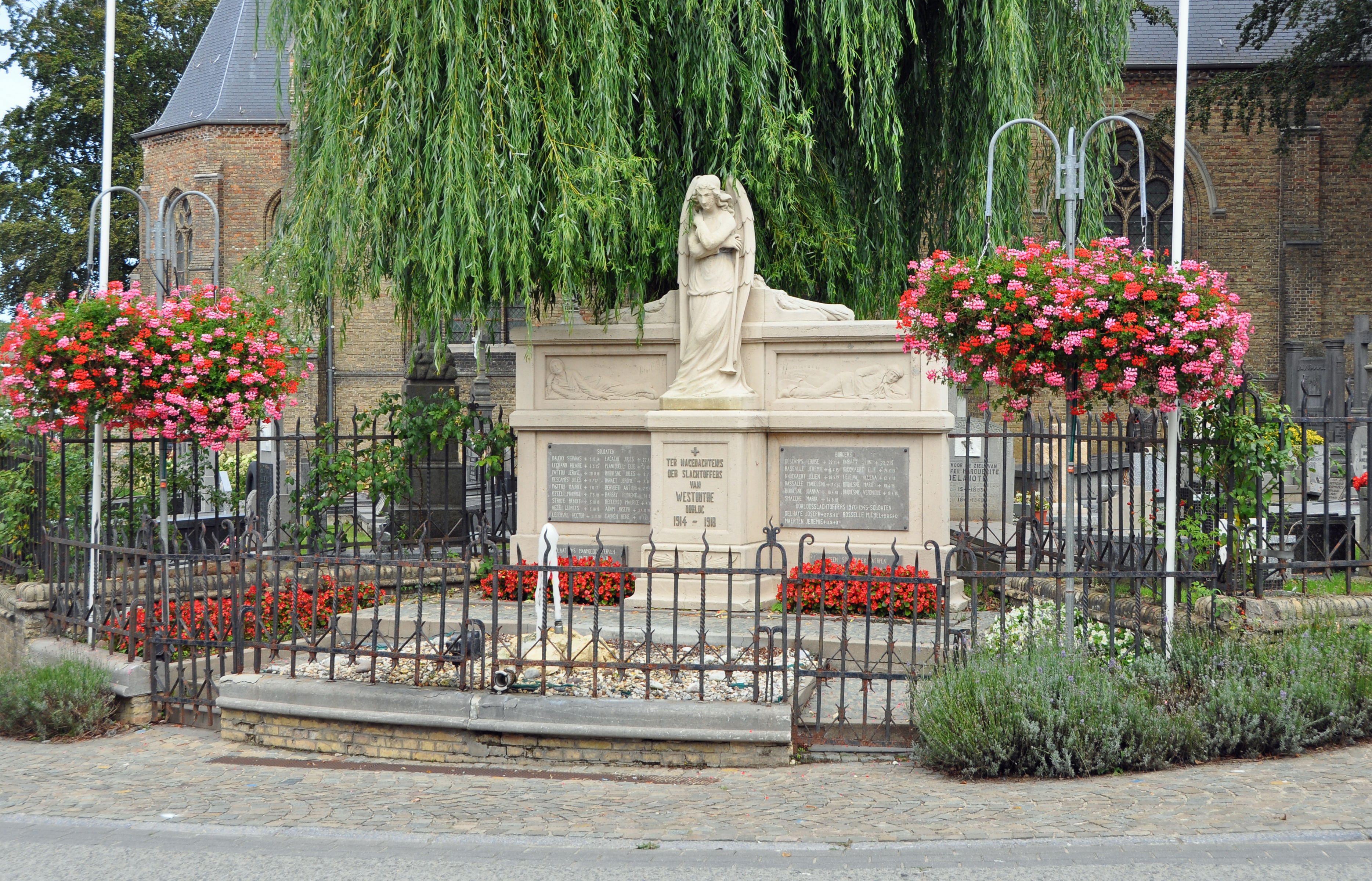
Le monument aux morts de Westouter.
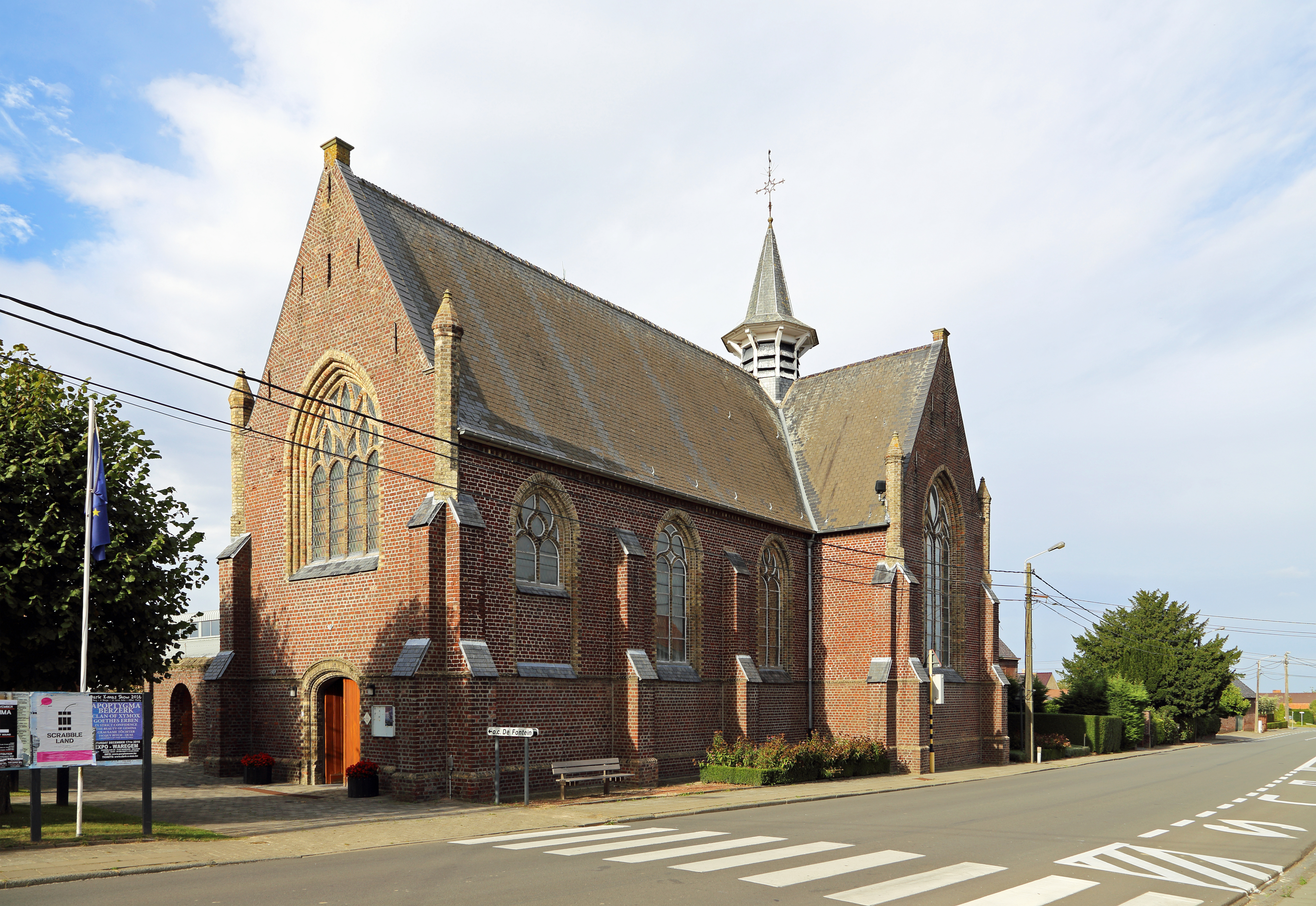
L'église du hameau De Klijte.
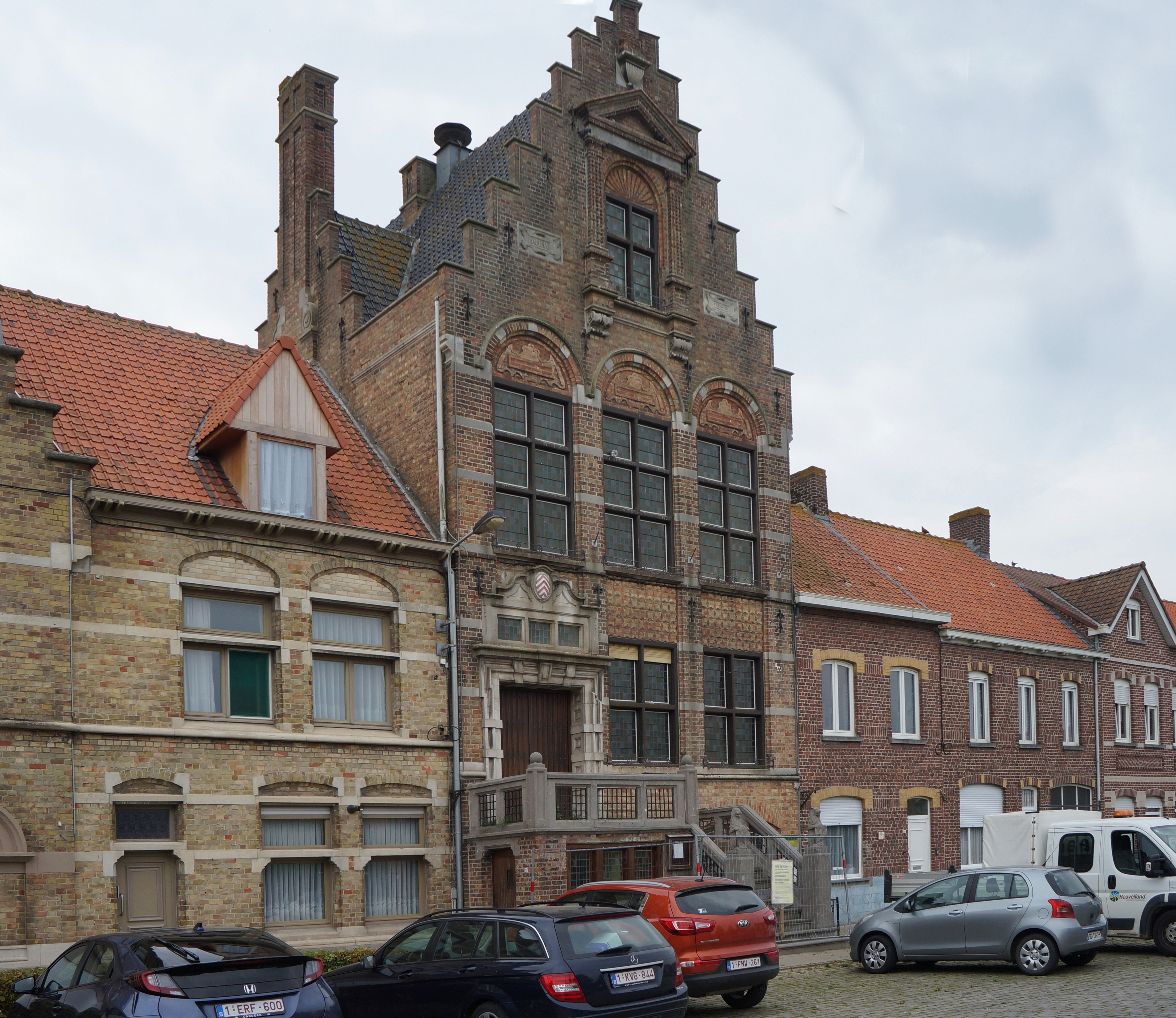
L'ancienne maison communale de Nieuwkerke.
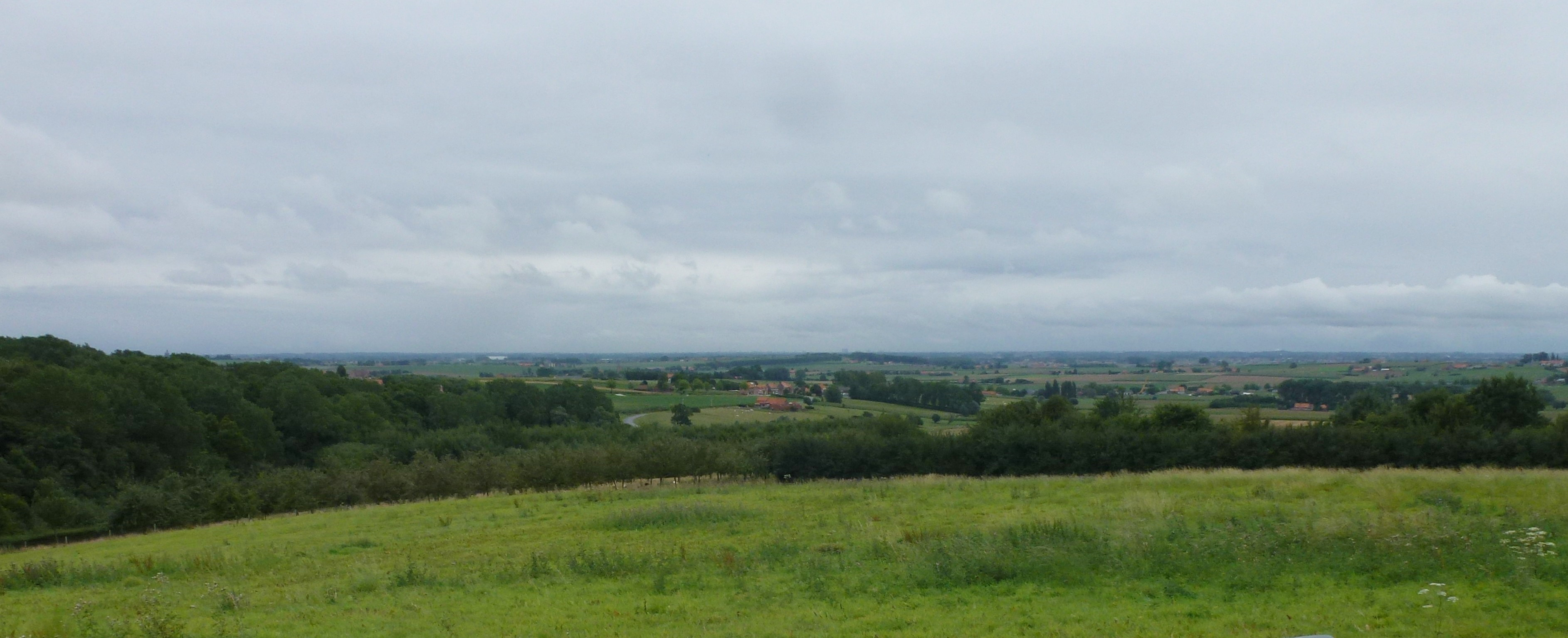
Panorama vu du sommet du mont Kemmel (Kemmelberg).